# جاده ئی۵۲ اروپا
جاده ئی۵۲ اروپا (به انگلیسی: European route E52) یکی از جاده‌های اصلی قاره اروپا است.
این جاده که از شهر استراسبورگ (فرانسه) شروع شده، در شهر زالتسبورگ (اتریش) به پایان میرسد و مسافت آن ۵۵۴ کیلومتر است.